# 2-3-2

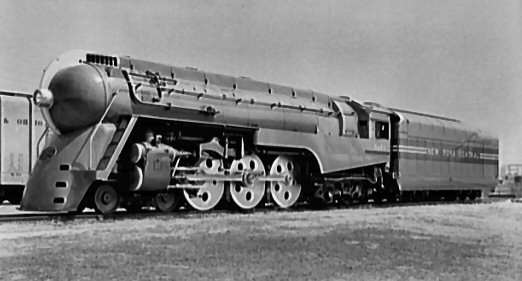
Американський паровоз NYC Hudson типу 2-3-2

Тип 2-3-2 — паровоз з трьома рушійними осями в одній жорсткій рамі, двома бігунковими і двома підтримувальними осями. Є подальшим розвитком типу 2-3-1. Більшість пасажирських швидкісних паровозів належали саме до даного виду.
Інші варіанти запису:
- Американський — 4-6-4
- Французький — 232
- Німецький — 2C2

## Види паровозів 2-3-2
Німецький швидкісний паровоз серії 05, американські паровози NYC Hudson і Royal Hudson, радянські швидкісні паровози Коломенського і Ворошиловградського заводів.